# قاي مون
قاي مون (بالإنجليزية: Guy Moon)‏ هو ملحن أمريكي، ولد في 14 أغسطس 1962 في فورت أتكينسون في الولايات المتحدة.

## وصلات خارجية
- قاي مون على موقع IMDb (الإنجليزية)
- قاي مون على موقع ميوزك برينز (الإنجليزية)
- قاي مون على موقع قاعدة بيانات الفيلم (الإنجليزية)